# Club Unión Huayllaspanca
Unión Huayllaspanca es un club de fútbol de la ciudad peruana de Huancayo, en el departamento de Junín. Fue fundado en 1954 y participa en la Copa Perú. Jugó en la Primera División del Perú a comienzos de los años 1990.

## Historia
El club Unión Huayllaspanca fue fundado en Huancayo en 1983. Logró el ascenso a la Primera División del Perú en la época de los Campeonatos Regionales luego ganar la Región V y eliminar a Miguel Grau en el Interregional de la Copa Perú 1989. 
En el Campeonato Descentralizado 1991 clasificó a la preliguilla del Regional I donde fue eliminado por Universitario. En el Regional II terminó en cuarto lugar y en la tabla acumulada no llegó a alcanzar uno de los cupos de la zona para el Campeonato Descentralizado 1992 tras la reducción de equipos en Primera División. Al año siguiente debió participar del Torneo Zonal 1992 pero se retiró antes del torneo y en los años siguientes dejó de competir en torneos oficiales.
En 2013 retornó a la actividad en la Liga de Sapallanga y al año siguiente llegó hasta la Etapa Provincial de Huancayo. Tras un nuevo periodo de inactividad, volvió a participar de su liga en 2024 donde clasificó nuevamente a la Etapa Provincial en la que fue eliminado.

## Datos del club
- Temporadas en Primera División:  2 (1990-1991).
- Temporadas en Segunda División:  0.
- Mayor goleada conseguida:
  - En campeonatos nacionales de local: Unión Huayllaspanca 3:1 Alipio Ponce (1990)
  - En campeonatos nacionales de visita:
- Mayor goleada recibida:
  - En campeonatos nacionales de local:
  - En campeonatos nacionales de visita: Universitario 4:0 Unión Huayllaspanca (1990)
- Mejor puesto en Primera División:
- Peor puesto en Primera División:

## Palmarés

### Torneos regionales
| Competición regional               | Títulos | Subcampeonatos |
| ---------------------------------- | ------- | -------------- |
| Liga Departamental de Junín (1/0)  | 1988    |                |
| Liga Provincial de Huancayo (1/0)  | 1988    |                |
| Liga Distrital de Sapallanga (0/2) |         | 2014, 2024     |

## Entrenador
- Victor Neptalí Pillaca (1989-1990) Campeón Región V 1989
- Miguel Ángel Guzmán (1991)
- Luis Grecco (1991)
- Óscar Carrión (2014)